# Platyphyllis
Platyphyllis is een geslacht van vlinders van de familie grasmineermotten (Elachistidae).

## Soorten
- P. leucosyrma Meyrick, 1932